# Wrightia
Wrightia är ett släkte av oleanderväxter. Wrightia ingår i familjen oleanderväxter.

## Dottertaxa tillWrightia, i alfabetisk ordning[1]
- Wrightia angustifolia
- Wrightia antidysenterica
- Wrightia arborea
- Wrightia calcicola
- Wrightia candollei
- Wrightia coccinea
- Wrightia collettii
- Wrightia cunninghamii
- Wrightia demartiniana
- Wrightia dolichocarpa
- Wrightia dubia
- Wrightia flavorosea
- Wrightia hanleyi
- Wrightia indica
- Wrightia karaketii
- Wrightia laevis
- Wrightia lanceolata
- Wrightia lecomtei
- Wrightia natalensis
- Wrightia novobritannica
- Wrightia palawanensis
- Wrightia poomae
- Wrightia puberula
- Wrightia pubescens
- Wrightia religiosa
- Wrightia saligna
- Wrightia siamensis
- Wrightia sikkimensis
- Wrightia sirikitiae
- Wrightia tinctoria
- Wrightia tokiae
- Wrightia viridiflora